# Chris ten Bruggen Kate
Christiaan Maria Cornelis (Chris) Ten Bruggen Kate, ook wel Ten Bruggencate (Utrecht, 6 oktober 1920 - Nunspeet, 5 juni 2003), was een Nederlandse beeldend kunstenaar.

## Leven en werk
Ten Bruggen Kate is, na een korte tijd de Zeevaartschool te hebben  bezocht, in 1937 in de leer gegaan bij de kunstschilder Hendrik Willem de Jong te Nunspeet. Ten Bruggen Kate is bekend geworden als schilder, aquarellist en tekenaar van landschappen, figuurvoorstellingen en stillevens. Zijn latere werken kenmerken zich door een magisch realistische stijl. Hij was lid van onder andere Noordveluwse Kring van Beeldende Kunstenaars, De Kern (Apeldoorn), St. Lucas (Amsterdam), Het Palet (Zwolle) en de Nunspeter Schilderskring. In het schildersdorp Nunspeet werkte hij onder andere met Jos Lussenburg, Cor Vrendenberg en Jaap Hiddink en gaf hij schilderlessen aan de Vrije Academie voor Beeldende Kunsten.
Chris huwde in 1951 met Lenie van der Sloot. Hij had een dochter uit een eerdere relatie.
- Biografisch Portaal: 61755960
- International Standard Name Identifier: 0000 0003 9673 6356
- Nederlandse Thesaurus van Auteursnamen: 074162462
- RKD-Nederlands Instituut voor Kunstgeschiedenis: 13333
- Virtual International Authority File: 291672769
- WorldCat: E39PBJwdcJBk7Ty6wJgyCKTGpP